# Memory (chanson)
Pour les articles homonymes, voir Memory.
Memory est une chanson composée par Andrew Lloyd Webber pour sa comédie musicale Cats, créée au West End de Londres en 1981. Les paroles ont été écrites par Trevor Nunn et sont basées sur le recueil de poèmes de T. S. Eliot sur les chats Old Possum's Book of Practical Cats.
La chanson a été créée sur scène par Elaine Paige, l'interprète du rôle de Grizabella dans la production originale du West End de Londres de 1981.

## Reprises
La chanson a été reprise par de nombreux artistes, Barry Manilow, Barbra Streisand, Hannah Waddingham et Vincent Niclo.
Elle est souvent chantée dans les télé-crochets comme The Voice partout dans le monde.
La chanteuse britannique Susan Boyle l'a interprétée lors de la demi-finale de Britain's Got Talent.
En 2005, cette chanson est reprise par le groupe de métal Epica et sa chanteuse Simone Simons à la radio néerlandaise et dans leur dvd We will take you with us.